# Charles af Orléans (1820-1828)
Charles af Orléans, hertug af Penthièvre (født 1. januar 1820 i Palais-Royal, 1. arrondissement i Paris – død 25. juli 1828 på slottet i Neuilly, Neuilly-sur-Seine, Hauts-de-Seine var en fransk prins. Han var den fjerde søn af den senere kong Ludvig-Filip af Frankrig. Prins Charles døde, da han var otte år gammel.

## Forfædre
Charles af Orléans var bror til bl.a. Louise af Orléans (gift med Leopold 1. af Belgien og mor til Leopold 2. af Belgien) og Clémentine af Orléans (mor til Ferdinand 1. af Bulgarien)
Charles af Orléans var søn af kong Ludvig-Filip af Frankrig, sønnesøn af hertug Ludvig Filip af Orléans (Philippe Égalité) samt dattersøn af Ferdinand 1. af Begge Sicilier og Maria Karolina af Østrig.
Han var oldesøn af Ludvig Filip 1. af Orléans, Karl 3. af Spanien, den tysk-romerske kejser Frans 1. Stefan og kejserinde Maria Theresia af Østrig.